# Gantung (plaats)
Gantung is een bestuurslaag in het regentschap Belitung Timur van de provincie Bangka-Belitung, Indonesië. Gantung telt 4463 inwoners (volkstelling 2010).